# Carlos Zevallos Menéndez
Fue un catedrático universitario, decano e investigador científico guayaquileño (1 de mayo de 1909 - noviembre de 1981). Considerado padre de la arqueología ecuatoriana.

## Biografía
Nació el 1 de mayo de 1909 en la ciudad de Guayaquil, estudio en el Colegio Vicente Rocafuerte, donde fue profesor y fundador de un museo arqueológico en 1942. 
Sus estudios arqueológicos estuvieron dedicados al descubrimiento de la cultura prehispánica Huancavilcas, algunas de sus manuscritos son: Tecnología y arte de la metalurgia prehispánica, Navegación prehispánica en el Ecuador, Nuestras raíces Huancavilcas, el arte decorativo Puná: Estilizaciones geométricas y zooformas.
Por su Amplia labor en la arqueología, fue elegido presidente fundador de la Casa de la Cultura Núcleo de Guayas y en la cual estuvo al frente por 17 años. Fue senador de la provincia del Guayas desde el año de 1948 al 1950. Y docente universitario en la facultad de Filosofía por 30 años. 
En 1921 a los 12 años de edad, inicio sus primeros trabajos de arqueología en Posorja, y ocho años más tarde realiza excavaciones en la Hacienda Las Mercedes, ubicada en Chilintomo, correspondiente a la Cultura Milagro-Quevedo. 
Hizo descubrimientos del acerca del maíz cultivado hace 2 200 años a.c. en el Guayas, siendo unos de los primeros lugares de sembríos en América.
Entre 1930 al 1933 realizó trabajos de prospección en la isla Puná, Subida Alta, Campo Alegre, Punta Española, Puná Viejo. En 1957 trabajo en colaboración con el arqueólogo mexicano Carlos Mergaín en excavaciones en Estero Ciego en la provincia de Esmeraldas. Desde 1979 hasta su muerte trabajo en excavaciones arqueológicas en la cuenca del Guayas y la Península de Santa Elena.